# كارمين دا سيلفا
كارمين دا سيلفا (بالبرتغالية: Carmen da Silva‏) هي عالمة نفس وصحفية وكاتِبة برازيلية، ولدت في 31 ديسمبر 1919 في ريو غراندي، ريو غراندي دو سول في البرازيل، وتوفيت في 29 أبريل 1985.